# Ioan I de Salerno
Ioan I (d. 1007) a fost principe de Salerno (981–983) și  duce de Amalfi (1004–1007).
Ioan era fiul principelui Manso I de Salerno. Tatăl său l-a asociat la domnie în Principatul de Salerno, însă domnia lor comună a devenit impopulară, ceea ce permis detronarea lor în favoarea lui Ioan al II-lea. Ioan a moștenit Amalfi la moartea tatălui său și a domnit pentru o scurtă perioadă, fără evenimente notabile.